# Ligue des champions Élite de l'AFC 2024-2025
Navigation
Édition précédente Édition suivante
La Ligue des champions Élite de l'AFC 2024-2025 est la 43e édition de la plus prestigieuse des compétitions inter-clubs asiatiques de football et la 1re édition sous le nom de Ligue des champions Élite.
Cette compétition organisée par l'AFC oppose les meilleurs clubs asiatiques qui se sont illustrés dans leurs championnats respectifs la saison précédente.
La phase finale de la compétition allant des quart de finale jusqu'à la finale, est pour la première fois centralisée dans un seul pays. Ce sera l'Arabie saoudite qui accueillera celle-ci lors de cette édition.
Le vainqueur de la Ligue des champions Élite se qualifie pour la Ligue des champions Élite de l'AFC 2025-2026, la Coupe intercontinentale de la FIFA 2025 et la Coupe du monde des clubs de la FIFA 2029.
Cette édition de la Ligue des champions connaît un changement de format. La phase de poules devient deux mini-championnat de  12 équipes dans lequel chaque équipe joue 8 matchs.

## Désignation du pays hôte de la phase finale
Le 1er décembre 2023, l'AFC annonce que l'Arabie saoudite est le pays hôte de la phase finale pour cette saison ainsi que la suivante.

## Format
Le format de cette compétition est modifié à partir de cette saison. La compétition passe de 54 à 27 équipes faisant partie des 6 nations de chaque zone régionale les mieux classées au Classement des compétitions de clubs de l'AFC. Pour compenser cette baisse, deux nouvelles compétitions sont créées, la  Ligue des champions 2 de l'AFC et la Challenge League de l'AFC.
L'ancienne phase de groupes est remplacée par deux championnats à douze équipes, un par zone régionale, et l'ancienne phase à élimination directe par une phase finale centralisée à partir des quarts de finale.
Chaque club joue contre huit adversaires différents (quatre matches à domicile et quatre matches à l'extérieur). Les équipes sont réparties au sein de leur zone régionale dans deux chapeaux de 6 équipes selon le Classement des compétitions de clubs. Chaque équipe affronte (sur un seul match) quatre équipes de son propre chapeau, et quatre équipes de l'autre chapeau. À la fin de cette phase :
- les huit premiers se qualifient pour les huitièmes de barrage par zone géographique ;
- les quatre vainqueurs participent ensuite à la phase centralisée.

## Participants
27 équipes provenant de 12 associations membres de l'AFC participent à la Ligue des champions Élite 2024‑2025.
D'après le Classement des compétitions de clubs de l'AFC 2022, une liste définit d’abord le nombre de clubs qu’une association a le droit d’envoyer,, :
- Le vainqueur de la Ligue des champions de l'AFC 2023-2024 est qualifié d'office ;
- Le vainqueur de la Coupe de l'AFC 2023-2024 est qualifié d'office ;
- Les associations à la 1re place de chaque zone régionale envoient trois clubs en phase de ligue;
- Les associations aux places 2 à 3 de chaque zone régionale envoient deux clubs en phase de ligue et un club en tour préliminaire ;
- Les associations à la 4e place de chaque zone régionale envoient un club en phase de ligue et un club en tour préliminaire ;
- Les associations aux places 5 à 6 de chaque zone régionale envoient un club en phase de ligue.

### Région de l'Ouest
| Ligue des champions Élite de l'AFC         | Ligue des champions Élite de l'AFC         | Ligue des champions Élite de l'AFC             | Ligue des champions Élite de l'AFC             |
| ------------------------------------------ | ------------------------------------------ | ---------------------------------------------- | ---------------------------------------------- |
| Vainqueur du Tournoi 2024                  | Vainqueur du Tournoi 2024                  | Al-Aïn FC                                      | Al-Aïn FC                                      |
| Arabie saoudite (Rang AFC W1 - 93,795 pts) | Arabie saoudite (Rang AFC W1 - 93,795 pts) | Qatar (Rang AFC W2 - 75,950 pts)               | Qatar (Rang AFC W2 - 75,950 pts)               |
| Champion 2023-2024                         | Al-Hilal FC                                | Champion 2023-2024                             | Al-Sadd SC                                     |
| 2e du Championnat 2023-2024                | Al-Nassr FC                                | 2e du Championnat 2023-2024                    | Al-Rayyan SC                                   |
| 3e du Championnat 2023-2024                | Al-Ahli FC                                 | 2e du Championnat 2023-2024                    | Al-Rayyan SC                                   |
| Iran (Rang AFC W3 - 72,018 pts)            | Iran (Rang AFC W3 - 72,018 pts)            | Émirats arabes unis (Rang AFC W4 - 64,129 pts) | Émirats arabes unis (Rang AFC W4 - 64,129 pts) |
| Champion 2023-2024                         | Persépolis FC                              | Champion 2023-2024                             | Al-Wasl FC                                     |
| 2e du Championnat 2023-2024                | Esteghlal FC                               | Champion 2023-2024                             | Al-Wasl FC                                     |
| Ouzbékistan (Rang AFC W5 - 45,006 pts)     | Ouzbékistan (Rang AFC W5 - 45,006 pts)     | Irak (Rang AFC W6 - 36,901 pts)                | Irak (Rang AFC W6 - 36,901 pts)                |
| Champion 2023                              | Pakhtakor Tachkent                         | Champion 2023-2024                             | Al-Shorta SC                                   |

| Qatar (Rang AFC W2 - 75,950 pts) | Qatar (Rang AFC W2 - 75,950 pts) |
| -------------------------------- | -------------------------------- |
| 3e du Championnat 2023-2024      | Al-Gharafa SC                    |

| Iran (Rang AFC W3 - 72,018 pts) | Iran (Rang AFC W3 - 72,018 pts) | Émirats arabes unis (Rang AFC W4 - 64,129 pts) | Émirats arabes unis (Rang AFC W4 - 64,129 pts) |
| ------------------------------- | ------------------------------- | ---------------------------------------------- | ---------------------------------------------- |
| Vainqueur de la Coupe 2023-2024 | Sepahan SC                      | 2e du Championnat 2023-2024                    | Shabab Al-Ahli FC                              |

### Région de l'Est
| Japon (Rang AFC E1 - 91,821 pts)     | Japon (Rang AFC E1 - 91,821 pts)     | Corée du Sud (Rang AFC E2 - 88,295 pts) | Corée du Sud (Rang AFC E2 - 88,295 pts) |
| ------------------------------------ | ------------------------------------ | --------------------------------------- | --------------------------------------- |
| Champion 2023                        | Vissel Kobe                          | Champion 2023                           | Ulsan Hyundai                           |
| 2e du Championnat 2023               | Yokohama F. Marinos                  | 2e du Championnat 2023                  | Pohang Steelers                         |
| Vainqueur de la Coupe 2023           | Kawasaki Frontale                    | 3e du Championnat 2023                  | Gwangju FC                              |
| Chine (Rang AFC E3 - 57,630 pts)     | Chine (Rang AFC E3 - 57,630 pts)     | Thaïlande (Rang AFC E4 - 49,470 pts)    | Thaïlande (Rang AFC E4 - 49,470 pts)    |
| Champion 2023                        | Shanghai Port FC                     | Champion 2023-2024                      | Buriram United                          |
| Vainqueur de la Coupe 2023           | Shanghai Shenhua FC                  | Champion 2023-2024                      | Buriram United                          |
| Australie (Rang AFC E5 - 33,830 pts) | Australie (Rang AFC E5 - 33,830 pts) | Malaisie (Rang AFC E6 - 29,951 pts)     | Malaisie (Rang AFC E6 - 29,951 pts)     |
| Champion 2023-2024                   | Central Coast Mariners               | Champion 2023                           | Johor Darul Ta'zim FC                   |

| Chine (Rang AFC E3 - 57,630 pts) | Chine (Rang AFC E3 - 57,630 pts) | Thaïlande (Rang AFC E4 - 49,470 pts) | Thaïlande (Rang AFC E4 - 49,470 pts) |
| -------------------------------- | -------------------------------- | ------------------------------------ | ------------------------------------ |
| 2e du Championnat 2023           | Shandong Taishan FC              | Vainqueur de la Coupe 2023-2024      | Bangkok United                       |

## Calendrier
| Nom                                                             | Tirage au sort | Zone Ouest                                                                      | Zone Ouest                                                        | Zone Est                                                             | Zone Est                                                            |
| Nom                                                             | Tirage au sort | Date aller                                                                      | Date retour                                                       | Date aller                                                           | Date retour                                                         |
| --------------------------------------------------------------- | -------------- | ------------------------------------------------------------------------------- | ----------------------------------------------------------------- | -------------------------------------------------------------------- | ------------------------------------------------------------------- |
| Tours préliminaires (2024)                                      |                |                                                                                 |                                                                   |                                                                      |                                                                     |
| Premier tour                                                    | Aucun          | 6 août 2024                                                                     | 6 août 2024                                                       | 6 août 2024                                                          | 6 août 2024                                                         |
| Deuxième tour                                                   | Aucun          | 13 août 2024                                                                    | 13 août 2024                                                      | 13 août 2024                                                         | 13 août 2024                                                        |
| Phase de ligue (2024-2025)                                      |                |                                                                                 |                                                                   |                                                                      |                                                                     |
| Journées 1 et 5 Journées 2 et 6 Journées 3 et 7 Journées 4 et 8 | 16 août 2024   | 16 et 17 septembre 30 septembre et 1er octobre 21 et 22 octobre 4 et 5 novembre | 25 et 26 novembre 2 et 3 décembre 3 et 4 février 17 et 18 février | 17 et 18 septembre 1er et 2 octobre 22 et 23 octobre 5 et 6 novembre | 26 et 27 novembre 3 et 4 décembre 11 et 12 février 18 et 19 février |
| Phase à élimination directe (2025)                              |                |                                                                                 |                                                                   |                                                                      |                                                                     |
| Huitièmes de finale                                             | Aucun          | 3 et 4 mars                                                                     | 10 et 11 mars                                                     | 4 et 5 mars                                                          | 11 et 12 mars                                                       |
| Quarts de finale                                                | A Déterminer   | 25 et 26 avril                                                                  | 25 et 26 avril                                                    | 25 et 26 avril                                                       | 25 et 26 avril                                                      |
| Demi-finale                                                     | A Déterminer   | 29 et 30 avril                                                                  | 29 et 30 avril                                                    | 29 et 30 avril                                                       | 29 et 30 avril                                                      |
| Finale                                                          | A Déterminer   | Samedi 4 mai 2025                                                               | Samedi 4 mai 2025                                                 | Samedi 4 mai 2025                                                    | Samedi 4 mai 2025                                                   |

## Tours préliminaires

### Premier tour
Ce tour concerne les équipes issue des associations classées aux 3e et 4e place du classement AFC de la zone Ouest. Le vainqueur de ce tour se qualifie pour le deuxième tour de qualification tandis que le perdant est reversé en phase de groupe de Ligue des champions 2 de l'AFC 2024-2025.
| Équipe 1          | Résultat          | Équipe 2          |
| Région de l'Ouest | Région de l'Ouest | Région de l'Ouest |
| ----------------- | ----------------- | ----------------- |
| Sepahan SC        | 1 - 4 ap          | Shabab Al-Ahli FC |

### Deuxième tour
Ce tour concerne l'équipe issue de l'association classée à la 2e place du classement AFC de la zone Ouest, le vainqueur du tour précédent, ainsi que les équipes issue des associations classées aux 2e et 3e place du classement AFC de la zone Est. Les vainqueurs de ce tour se qualifient pour la phase de ligue tandis que les perdants sont reversés en phase de ligue de Ligue des champions 2 de l'AFC 2024-2025.
| Équipe 1            | Résultat             | Équipe 2          |
| Région de l'Ouest   | Région de l'Ouest    | Région de l'Ouest |
| ------------------- | -------------------- | ----------------- |
| Al-Gharafa SC       | 1 - 0                | Shabab Al-Ahli FC |
| Région de l'Est     |                      |                   |
| Shandong Taishan FC | 1 - 1 ap (4 - 3 tab) | Bangkok United    |

## Phase de ligue
Pohang Steelers
Ulsan HD
Gwangju FC
Al-Gharafa SC
Al-Sadd SC
Al-Rayyan SC

### Format et tirage au sort
Le tirage au sort a lieu le 16 août 2024 au siège de l'AFC à Kuala Lumpur. Les vingt-quatre équipes participantes (12 Région de l'Ouest et 12 Région de l'Est) sont placées dans deux pot de six équipes au sein de chaque région.
Les champions nationaux sont placés dans les pots 1, les autres clubs étant dans les pots 2, seul le tenant du titre est directement versé dans le pot 1 de sa région. Ainsi le champion des Émirats a ainsi été reversé dans le pot 2.
Le tirage au sort est effectué selon un tableau d'appariement prédéfini qui permet de connaitre les huit matchs de chaque équipe,.

#### Pot du tirage au sort
| Pot 1                 | Pot 2         |
| --------------------- | ------------- |
| Al-Aïn FC T           | Al-Nassr FC   |
| Al-Hilal FC Ch        | Al-Rayyan SC  |
| Al-Sadd SC Ch C       | Esteghlal FC  |
| Persépolis FC Ch      | Al-Wasl FC Ch |
| Pakhtakor Tachkent Ch | Al-Ahli FC    |
| Al-Shorta SC Ch       | Al-Gharafa SC |

| Pot 1                     | Pot 2                 |
| ------------------------- | --------------------- |
| Vissel Kobe Ch            | Kawasaki Frontale C   |
| Ulsan HD Ch               | Pohang Steelers C     |
| Shanghai Port FC Ch       | Shanghai Shenhua FC C |
| Buriram United Ch         | Yokohama F. Marinos   |
| Central Coast Mariners Ch | Gwangju FC            |
| Johor Darul Ta'zim FC Ch  | Shandong Taishan FC   |

#### Résultat du tirage au sort
| Pot 1                 | Pot 2            |
| --------------------- | ---------------- |
| A1 Pakhtakor Tachkent | A3 Al-Nassr FC   |
| B1 Al-Sadd SC         | B3 Al-Rayyan SC  |
| C1 Persépolis FC      | C3 Esteghlal FC  |
| A2 Al-Hilal FC        | A4 Al-Ahli FC    |
| B2 Al-Shorta SC       | B4 Al-Gharafa SC |
| C2 Al-Aïn FC          | C4 Al-Wasl FC    |

| Pot 1                     | Pot 2                  |
| ------------------------- | ---------------------- |
| D1 Ulsan HD               | D3 Pohang Steelers     |
| E1 Shanghai Port FC       | E3 Shandong Taishan FC |
| F1 Johor Darul Ta'zim FC  | F3 Yokohama F. Marinos |
| D2 Central Coast Mariners | D4 Gwangju FC          |
| E2 Buriram United         | E4 Shanghai Shenhua FC |
| F2 Vissel Kobe            | F4 Kawasaki Frontale   |

|          | Pot 1    | Pot 1     | Pot 1     | Pot 1    | Pot 2    | Pot 2     | Pot 2     | Pot 2 |
| Domicile | Domicile | Extérieur | Extérieur | Domicile | Domicile | Extérieur | Extérieur |       |
| -------- | -------- | --------- | --------- | -------- | -------- | --------- | --------- | ----- |
| A1       | B1       | C2        | C1        | B2       | B3       | C4        | C3        | B4    |
| B1       | C1       | A2        | A1        | C2       | C3       | A4        | A3        | C4    |
| C1       | A1       | B2        | B1        | A2       | A3       | B4        | B3        | A4    |
| A2       | C1       | B2        | B1        | C2       | C3       | B4        | B3        | C4    |
| B2       | A1       | C2        | C1        | A2       | A3       | C4        | C3        | A4    |
| C2       | B1       | A2        | A1        | B2       | B3       | A4        | A3        | B4    |
| A3       | B1       | C2        | C1        | B2       | B3       | C4        | C3        | B4    |
| B3       | C1       | A2        | A1        | C2       | C3       | A4        | A3        | C4    |
| C3       | A1       | B2        | B1        | A2       | A3       | B4        | B3        | A4    |
| A4       | C1       | B2        | B1        | C2       | C3       | B4        | B3        | C4    |
| B4       | A1       | B2        | C1        | A2       | A3       | C4        | C3        | A4    |
| C4       | B1       | A2        | A1        | B2       | B3       | A4        | A3        | B4    |

|          | Pot 1    | Pot 1     | Pot 1     | Pot 1    | Pot 2    | Pot 2     | Pot 2     | Pot 2 |
| Domicile | Domicile | Extérieur | Extérieur | Domicile | Domicile | Extérieur | Extérieur |       |
| -------- | -------- | --------- | --------- | -------- | -------- | --------- | --------- | ----- |
| D1       | E1       | F2        | F1        | E2       | E3       | F4        | F3        | E4    |
| E1       | F1       | D2        | D1        | F2       | F3       | D4        | D3        | F4    |
| F1       | D1       | E2        | E1        | D2       | D3       | E4        | E3        | D4    |
| D2       | F1       | E2        | E1        | F2       | F3       | E4        | E3        | F4    |
| E2       | D1       | F2        | F1        | D2       | D3       | F4        | F3        | D4    |
| F2       | F1       | D2        | D1        | E2       | E3       | D4        | D3        | E4    |
| D3       | E1       | F2        | F1        | E2       | E3       | F4        | F3        | E4    |
| E3       | F1       | D2        | D1        | F2       | F3       | D4        | D3        | F4    |
| F3       | D1       | E2        | E1        | D2       | D3       | E4        | E3        | D4    |
| D4       | F1       | E2        | E1        | F2       | F3       | E4        | E3        | F4    |
| E4       | D1       | E2        | F1        | D2       | D3       | F4        | F3        | D4    |
| F4       | E1       | D2        | D1        | E2       | E3       | D4        | D3        | E4    |

### Critères de départage
En cas d’égalité de points de plusieurs équipes à l'issue des matches de la phase de ligue, les critères suivants sont appliqués dans l'ordre indiqué pour établir leur classement :
1. Meilleure différence de buts dans tous les matches de la phase de ligue ;
2. Plus grand nombre de buts marqués dans tous les matches de la phase de ligue ;
3. Plus grand nombre de victoires dans tous les matches de la phase de ligue ;
4. Séance de tirs au but si les deux équipes se rencontre lors de la dernière journée de la ligue ;
5. Classement du Fair-play ;
6. Tirage au sort.

### Classements et résultats
Légende des classements
- Qualification pour les huitièmes de finale
- T : Tenant du titre de la Ligue des champions
- CAFC : Tenant du titre de la Coupe de l'AFC

#### Classement de la Région Ouest
| Rang | Équipe             | Pts | J | G | N | P | Bp | Bc | Diff |
| ---- | ------------------ | --- | - | - | - | - | -- | -- | ---- |
| 1    | Al-Hilal FC        | 22  | 8 | 7 | 1 | 0 | 26 | 7  | +19  |
| 2    | Al-Ahli FC         | 22  | 8 | 7 | 1 | 0 | 21 | 8  | +13  |
| 3    | Al-Nassr FC        | 17  | 8 | 5 | 2 | 1 | 17 | 6  | +11  |
| 4    | Al-Sadd SC         | 12  | 8 | 3 | 3 | 2 | 10 | 9  | +1   |
| 5    | Al-Wasl FC         | 11  | 8 | 3 | 2 | 3 | 8  | 12 | -4   |
| 6    | Esteghlal FC       | 9   | 8 | 2 | 3 | 3 | 8  | 9  | -1   |
| 7    | Al-Rayyan SC       | 8   | 8 | 2 | 2 | 4 | 8  | 12 | -4   |
| 8    | Pakhtakor Tachkent | 7   | 8 | 1 | 4 | 3 | 4  | 6  | -2   |
| 9    | Persépolis FC      | 7   | 8 | 1 | 4 | 3 | 6  | 10 | -4   |
| 10   | Al-Gharafa SC      | 7   | 8 | 2 | 1 | 5 | 10 | 18 | -8   |
| 11   | Al-Shorta SC       | 6   | 8 | 1 | 3 | 4 | 7  | 17 | -10  |
| 12   | Al-Aïn FC T        | 2   | 8 | 0 | 2 | 6 | 11 | 22 | -11  |

| 1re journée        | 1re journée       | 1re journée          |
| Équipe à domicile  | Score             | Équipe à l'extérieur |
| 16 septembre 2024  | 16 septembre 2024 | 16 septembre 2024    |
| ------------------ | ----------------- | -------------------- |
| Al-Aïn FC          | 1 - 1             | Al-Sadd SC           |
| Al-Shorta SC       | 1 - 1             | Al-Nassr FC          |
| Esteghlal FC       | 3 - 0             | Al-Gharafa SC        |
| Al-Ahli FC         | 1 - 0             | Persépolis FC        |
| 17 septembre 2024  |                   |                      |
| Pakhtakor Tachkent | 0 - 1             | Al-Wasl FC           |
| Al-Rayyan SC       | 1 - 3             | Al-Hilal FC          |

| 2e journée        | 2e journée        | 2e journée           |
| Équipe à domicile | Score             | Équipe à l'extérieur |
| 30 septembre 2024 | 30 septembre 2024 | 30 septembre 2024    |
| ----------------- | ----------------- | -------------------- |
| Al-Sadd SC        | 2 - 0             | Esteghlal FC         |
| Persépolis FC     | 1 - 1             | Pakhtakor Tachkent   |
| Al-Wasl FC        | 0 - 2             | Al-Ahli FC           |
| Al-Nassr FC       | 2 - 1             | Al-Rayyan SC         |
| 1er octobre 2024  |                   |                      |
| Al-Gharafa SC     | 4 - 2             | Al-Aïn FC            |
| Al-Hilal FC       | 5 - 0             | Al-Shorta SC         |

| 3e journée        | 3e journée      | 3e journée           |
| Équipe à domicile | Score           | Équipe à l'extérieur |
| 21 octobre 2024   | 21 octobre 2024 | 21 octobre 2024      |
| ----------------- | --------------- | -------------------- |
| Al-Shorta SC      | 0 - 0           | Pakhtakor Tachkent   |
| Al-Sadd SC        | 1 - 0           | Persépolis FC        |
| Al-Aïn FC         | 4 - 5           | Al-Hilal FC          |
| Al-Rayyan SC      | 1 - 2           | Al-Ahli FC           |
| 22 octobre 2024   |                 |                      |
| Esteghlal FC      | 0 - 1           | Al-Nassr FC          |
| Al-Gharafa SC     | 1 - 2           | Al-Wasl FC           |

| 4e journée         | 4e journée      | 4e journée           |
| Équipe à domicile  | Score           | Équipe à l'extérieur |
| 4 novembre 2024    | 4 novembre 2024 | 4 novembre 2024      |
| ------------------ | --------------- | -------------------- |
| Al-Wasl FC         | 1 - 1           | Al-Sadd SC           |
| Al-Ahli FC         | 5 - 1           | Al-Shorta SC         |
| Persépolis FC      | 1 - 1           | Al-Gharafa SC        |
| Al-Hilal FC        | 3 - 0           | Esteghlal FC         |
| 5 novembre 2024    |                 |                      |
| Pakhtakor Tachkent | 0 - 1           | Al-Rayyan SC         |
| Al-Nassr FC        | 5 - 1           | Al-Aïn FC            |

| 5e journée        | 5e journée       | 5e journée           |
| Équipe à domicile | Score            | Équipe à l'extérieur |
| 25 novembre 2024  | 25 novembre 2024 | 25 novembre 2024     |
| ----------------- | ---------------- | -------------------- |
| Al-Aïn FC         | 1 - 2            | Al-Ahli FC           |
| Esteghlal FC      | 0 - 0            | Pakhtakor Tachkent   |
| Al-Gharafa SC     | 1 - 3            | Al-Nassr FC          |
| Al-Rayyan SC      | 1 - 1            | Persépolis FC        |
| 26 novembre 2024  |                  |                      |
| Al-Shorta SC      | 1 - 3            | Al-Wasl FC           |
| Al-Sadd SC        | 1 - 1            | Al-Hilal FC          |

| 6e journée         | 6e journée      | 6e journée           |
| Équipe à domicile  | Score           | Équipe à l'extérieur |
| 2 décembre 2024    | 2 décembre 2024 | 2 décembre 2024      |
| ------------------ | --------------- | -------------------- |
| Persépolis FC      | 2 - 1           | Al-Shorta SC         |
| Al-Ahli FC         | 2 - 2           | Esteghlal FC         |
| Al-Wasl FC         | 1 - 1           | Al-Rayyan SC         |
| Al-Nassr FC        | 1 - 2           | Al-Sadd SC           |
| 3 décembre 2024    |                 |                      |
| Pakhtakor Tachkent | 1 - 1           | Al-Aïn FC            |
| Al-Hilal FC        | 3 - 0           | Al-Gharafa SC        |

| 7e journée        | 7e journée     | 7e journée           |
| Équipe à domicile | Score          | Équipe à l'extérieur |
| 3 février 2025    | 3 février 2025 | 3 février 2025       |
| ----------------- | -------------- | -------------------- |
| Al-Aïn FC         | 1 - 2          | Al-Rayyan SC         |
| Esteghlal FC      | 1 - 1          | Al-Shorta SC         |
| Al-Sadd SC        | 1 - 3          | Al-Ahli FC           |
| Al-Nassr FC       | 4 - 0          | Al-Wasl FC           |
| 4 février 2025    |                |                      |
| Al-Gharafa SC     | 1 - 0          | Pakhtakor Tachkent   |
| Al-Hilal FC       | 4 - 1          | Persépolis FC        |

| 8e journée         | 8e journée      | 8e journée           |
| Équipe à domicile  | Score           | Équipe à l'extérieur |
| 17 février 2025    | 17 février 2025 | 17 février 2025      |
| ------------------ | --------------- | -------------------- |
| Pakhtakor Tachkent | 2 - 1           | Al-Sadd SC           |
| Al-Shorta SC       | 2 - 0           | Al-Aïn FC            |
| Persépolis FC      | 0 - 0           | Al-Nassr FC          |
| Al-Ahli FC         | 4 - 2           | Al-Gharafa SC        |
| 18 février 2025    |                 |                      |
| Al-Rayyan SC       | 0 - 2           | Esteghlal FC         |
| Al-Wasl FC         | 0 - 2           | Al-Hilal FC          |

#### Classement de la Région Est
| Rang | Équipe                      | Pts              | J                | G                | N                | P                | Bp               | Bc               | Diff             |
| ---- | --------------------------- | ---------------- | ---------------- | ---------------- | ---------------- | ---------------- | ---------------- | ---------------- | ---------------- |
| 1    | Yokohama F. Marinos         | 18               | 7                | 6                | 0                | 1                | 21               | 7                | +14              |
| 2    | Kawasaki Frontale           | 15               | 7                | 5                | 0                | 2                | 13               | 4                | +9               |
| 3    | Johor Darul Ta'zim FC       | 14               | 7                | 4                | 2                | 1                | 16               | 8                | +8               |
| 4    | Gwangju FC                  | 14               | 7                | 4                | 2                | 1                | 15               | 9                | +6               |
| 5    | Vissel Kobe                 | 13               | 7                | 4                | 1                | 2                | 14               | 9                | +5               |
| 6    | Buriram United              | 12               | 8                | 3                | 3                | 2                | 7                | 12               | -5               |
| 7    | Shanghai Shenhua FC         | 10               | 8                | 3                | 1                | 4                | 13               | 12               | +1               |
| 8    | Shanghai Port FC            | 8                | 8                | 2                | 2                | 4                | 10               | 18               | -8               |
| 9    | Pohang Steelers             | 6                | 7                | 2                | 0                | 5                | 9                | 17               | -8               |
| 10   | Ulsan HD                    | 3                | 7                | 1                | 0                | 6                | 4                | 16               | -12              |
| 11   | Central Coast Mariners CAFC | 1                | 7                | 0                | 1                | 6                | 8                | 18               | -10              |
| 12   | Shandong Taishan FC         | Forfait général, | Forfait général, | Forfait général, | Forfait général, | Forfait général, | Forfait général, | Forfait général, | Forfait général, |

| 1re journée         | 1re journée                        | 1re journée            |
| Équipe à domicile   | Score                              | Équipe à l'extérieur   |
| 17 septembre 2024   | 17 septembre 2024                  | 17 septembre 2024      |
| ------------------- | ---------------------------------- | ---------------------- |
| Shandong Taishan FC | Match Annulé Score initial : 3 - 1 | Central Coast Mariners |
| Gwangju FC          | 7 - 3                              | Yokohama F. Marinos    |
| Buriram United      | 0 - 0                              | Vissel Kobe            |
| Shanghai Shenhua FC | 4 - 1                              | Pohang Steelers        |
| 18 septembre 2024   |                                    |                        |
| Ulsan HD            | 0 - 1                              | Kawasaki Frontale      |
| Shanghai Port FC    | 2 - 2                              | Johor Darul Ta'zim FC  |

| 2e journée             | 2e journée                         | 2e journée           |
| Équipe à domicile      | Score                              | Équipe à l'extérieur |
| 1er octobre 2024       | 1er octobre 2024                   | 1er octobre 2024     |
| ---------------------- | ---------------------------------- | -------------------- |
| Central Coast Mariners | 1 - 2                              | Buriram United       |
| Kawasaki Frontale      | 0 - 1                              | Gwangju FC           |
| Pohang Steelers        | 3 - 0                              | Shanghai Port FC     |
| Johor Darul Ta'zim FC  | 3 - 0                              | Shanghai Shenhua FC  |
| 2 octobre 2024         |                                    |                      |
| Vissel Kobe            | Match Annulé Score initial : 2 - 1 | Shandong Taishan FC  |
| Yokohama F. Marinos    | 4 - 0                              | Ulsan HD             |

| 3e journée          | 3e journée                         | 3e journée             |
| Équipe à domicile   | Score                              | Équipe à l'extérieur   |
| 22 octobre 2024     | 22 octobre 2024                    | 22 octobre 2024        |
| ------------------- | ---------------------------------- | ---------------------- |
| Gwangju FC          | 3 - 1                              | Johor Darul Ta'zim FC  |
| Shanghai Port FC    | 3 - 2                              | Central Coast Mariners |
| Buriram United      | 1 - 0                              | Pohang Steelers        |
| Shandong Taishan FC | Match Annulé Score initial : 2 - 2 | Yokohama F. Marinos    |
| 23 octobre 2024     |                                    |                        |
| Ulsan HD            | 0 - 2                              | Vissel Kobe            |
| Shanghai Shenhua FC | 2 - 0                              | Kawasaki Frontale      |

| 4e journée             | 4e journée                         | 4e journée           |
| Équipe à domicile      | Score                              | Équipe à l'extérieur |
| 5 novembre 2024        | 5 novembre 2024                    | 5 novembre 2024      |
| ---------------------- | ---------------------------------- | -------------------- |
| Central Coast Mariners | 2 - 2                              | Shanghai Shenhua FC  |
| Kawasaki Frontale      | 3 - 1                              | Shanghai Port FC     |
| Vissel Kobe            | 2 - 0                              | Gwangju FC           |
| Johor Darul Ta'zim FC  | 3 - 0                              | Ulsan HD             |
| 6 novembre 2024        |                                    |                      |
| Pohang Steelers        | Match Annulé Score initial : 4 - 2 | Shandong Taishan FC  |
| Yokohama F. Marinos    | 5 - 0                              | Buriram United       |

| 5e journée          | 5e journée                         | 5e journée             |
| Équipe à domicile   | Score                              | Équipe à l'extérieur   |
| 26 novembre 2024    | 26 novembre 2024                   | 26 novembre 2024       |
| ------------------- | ---------------------------------- | ---------------------- |
| Vissel Kobe         | 3 - 2                              | Central Coast Mariners |
| Ulsan HD            | 1 - 3                              | Shanghai Port FC       |
| Buriram United      | 0 - 3                              | Kawasaki Frontale      |
| Shandong Taishan FC | Match Annulé Score initial : 1 - 0 | Johor Darul Ta'zim FC  |
| 27 novembre 2024    |                                    |                        |
| Gwangju FC          | 1 - 0                              | Shanghai Shenhua FC    |
| Yokohama F. Marinos | 2 - 0                              | Pohang Steelers        |

| 6e journée             | 6e journée                         | 6e journée           |
| Équipe à domicile      | Score                              | Équipe à l'extérieur |
| 3 décembre 2024        | 3 décembre 2024                    | 3 décembre 2024      |
| ---------------------- | ---------------------------------- | -------------------- |
| Central Coast Mariners | 0 - 4                              | Yokohama F. Marinos  |
| Pohang Steelers        | 3 - 1                              | Vissel Kobe          |
| Johor Darul Ta'zim FC  | 0 - 0                              | Buriram United       |
| Shanghai Port FC       | 1 - 1                              | Gwangju FC           |
| 4 décembre 2024        |                                    |                      |
| Kawasaki Frontale      | Match Annulé Score initial : 4 - 0 | Shandong Taishan FC  |
| Shanghai Shenhua FC    | 1 - 2                              | Ulsan HD             |

| 7e journée             | 7e journée                         | 7e journée            |
| Équipe à domicile      | Score                              | Équipe à l'extérieur  |
| 11 février 2025        | 11 février 2025                    | 11 février 2025       |
| ---------------------- | ---------------------------------- | --------------------- |
| Central Coast Mariners | 1 - 2                              | Johor Darul Ta'zim FC |
| Vissel Kobe            | 4 - 0                              | Shanghai Port FC      |
| Pohang Steelers        | 0 - 4                              | Kawasaki Frontale     |
| Shandong Taishan FC    | Match Annulé Score initial : 3 - 1 | Gwangju FC            |
| 12 février 2025        |                                    |                       |
| Yokohama F. Marinos    | 1 - 0                              | Shanghai Shenhua FC   |
| Buriram United         | 2 - 1                              | Ulsan HD              |

| 8e journée            | 8e journée      | 8e journée             |
| Équipe à domicile     | Score           | Équipe à l'extérieur   |
| 18 février 2025       | 18 février 2025 | 18 février 2025        |
| --------------------- | --------------- | ---------------------- |
| Gwangju FC            | 2 - 2           | Buriram United         |
| Kawasaki Frontale     | 2 - 0           | Central Coast Mariners |
| Shanghai Shenhua FC   | 4 - 2           | Vissel Kobe            |
| Johor Darul Ta'zim FC | 5 - 2           | Pohang Steelers        |
| 19 février 2025       |                 |                        |
| Ulsan HD              | Match Annulé    | Shandong Taishan FC    |
| Shanghai Port FC      | 0 - 2           | Yokohama F. Marinos    |

## Phase à élimination directe

### Huitièmes de finale
Il n'y a pas de tirage au sort pour les huitièmes de finale, les équipes s'affrontent en fonction de leur classement en phase de ligue au sein de leur zone régionale.
Les matchs aller se jouent les 3-4-5 mars et les matchs retour les 10-11-12 mars 2025.
| Équipe              | Aller             | Total             | Retour            | Équipe                |
| Région de l'Ouest   | Région de l'Ouest | Région de l'Ouest | Région de l'Ouest | Région de l'Ouest     |
| ------------------- | ----------------- | ----------------- | ----------------- | --------------------- |
| Pakhtakor Tachkent  | 1 - 0             | 1 - 4             | 0 - 4             | Al-Hilal FC           |
| Al-Rayyan SC        | 1 - 3             | 1 - 5             | 0 - 2             | Al-Ahli FC            |
| Esteghlal FC        | 0 - 0             | 0 - 3             | 0 - 3             | Al-Nassr FC           |
| Al-Wasl FC          | 1 - 1             | 2 - 4             | 1 - 3             | Al-Sadd SC            |
| Région de l'Est     |                   |                   |                   |                       |
| Shanghai Port FC    | 0 - 1             | 1 - 5             | 1 - 4             | Yokohama F. Marinos   |
| Shanghai Shenhua FC | 1 - 0             | 1 - 4             | 0 - 4             | Kawasaki Frontale     |
| Buriram United      | 0 - 0             | 1 - 0             | 1 - 0             | Johor Darul Ta'zim FC |
| Vissel Kobe         | 2 - 0             | 2 - 3             | 2 - 3 ap          | Gwangju FC            |

### Phase finale centralisée
À partir des quarts de finale, les matchs sont centralisés en Arabie saoudite et le tirage au sort est dit intégral, sans séparation entre les zones régionales.
| Stade Roi-Abdallah                      | Stade du Prince Abdullah Al-Faisal |
| --------------------------------------- | ---------------------------------- |
| Capacité: 62 241                        | Capacité: 24 000                   |
| 2 Quarts de finale 2 Demi-finale Finale | 2 Quarts de finale                 |
|                                         |                                    |

#### Quarts de finale
Les matchs se jouent les 25, 26 et 27 avril 2025.
| Équipe              | Score    | Équipe         |
| ------------------- | -------- | -------------- |
| Al-Hilal FC         | 7 - 0    | Gwangju FC     |
| Al-Ahli FC          | 3 - 0    | Buriram United |
| Yokohama F. Marinos | 1 - 4    | Al-Nassr FC    |
| Kawasaki Frontale   | 3 - 2 ap | Al-Sadd SC     |

#### Demi-finales
Les deux demi-finales se jouent les 29 et 30 avril 2025
| Équipe      | Score | Équipe            |
| ----------- | ----- | ----------------- |
| Al-Hilal FC | 1 - 3 | Al-Ahli FC        |
| Al-Nassr FC | 2 - 3 | Kawasaki Frontale |

#### Finale
La finale se joue le samedi 3 mai 2025.
| Équipe     | Score | Équipe            |
| ---------- | ----- | ----------------- |
| Al-Ahli FC | 2 - 0 | Kawasaki Frontale |

#### Tableau final
|  | Quarts de finale                                            | Quarts de finale                            | Quarts de finale                            | Quarts de finale                            |             |             | Demi-finales                                | Demi-finales                                | Demi-finales                                | Demi-finales                                |  |  | Finale                                   | Finale                                   | Finale                                   | Finale                                   |
|  |                                                             |                                             |                                             |                                             |             |             |                                             |                                             |                                             |                                             |  |  |                                          |                                          |                                          |                                          |
|  | 25 avril 2025 - Stade Roi-Abdallah, Djeddah                 | 25 avril 2025 - Stade Roi-Abdallah, Djeddah | 25 avril 2025 - Stade Roi-Abdallah, Djeddah | 25 avril 2025 - Stade Roi-Abdallah, Djeddah |             |             | 29 avril 2025 - Stade Roi-Abdallah, Djeddah | 29 avril 2025 - Stade Roi-Abdallah, Djeddah | 29 avril 2025 - Stade Roi-Abdallah, Djeddah | 29 avril 2025 - Stade Roi-Abdallah, Djeddah |  |  | 4 mai 2025 - Stade Roi-Abdallah, Djeddah | 4 mai 2025 - Stade Roi-Abdallah, Djeddah | 4 mai 2025 - Stade Roi-Abdallah, Djeddah | 4 mai 2025 - Stade Roi-Abdallah, Djeddah |
|  | 25 avril 2025 - Stade Roi-Abdallah, Djeddah                 | 25 avril 2025 - Stade Roi-Abdallah, Djeddah | 25 avril 2025 - Stade Roi-Abdallah, Djeddah | 25 avril 2025 - Stade Roi-Abdallah, Djeddah |             |             | 29 avril 2025 - Stade Roi-Abdallah, Djeddah | 29 avril 2025 - Stade Roi-Abdallah, Djeddah | 29 avril 2025 - Stade Roi-Abdallah, Djeddah | 29 avril 2025 - Stade Roi-Abdallah, Djeddah |  |  | 4 mai 2025 - Stade Roi-Abdallah, Djeddah | 4 mai 2025 - Stade Roi-Abdallah, Djeddah | 4 mai 2025 - Stade Roi-Abdallah, Djeddah | 4 mai 2025 - Stade Roi-Abdallah, Djeddah |
|  | Al-Hilal FC                                                 | Al-Hilal FC                                 | 7                                           | 7                                           |             |             | 29 avril 2025 - Stade Roi-Abdallah, Djeddah | 29 avril 2025 - Stade Roi-Abdallah, Djeddah | 29 avril 2025 - Stade Roi-Abdallah, Djeddah | 29 avril 2025 - Stade Roi-Abdallah, Djeddah |  |  | 4 mai 2025 - Stade Roi-Abdallah, Djeddah | 4 mai 2025 - Stade Roi-Abdallah, Djeddah | 4 mai 2025 - Stade Roi-Abdallah, Djeddah | 4 mai 2025 - Stade Roi-Abdallah, Djeddah |
|  | Al-Hilal FC                                                 | Al-Hilal FC                                 | 7                                           | 7                                           |             |             | 29 avril 2025 - Stade Roi-Abdallah, Djeddah | 29 avril 2025 - Stade Roi-Abdallah, Djeddah | 29 avril 2025 - Stade Roi-Abdallah, Djeddah | 29 avril 2025 - Stade Roi-Abdallah, Djeddah |  |  | 4 mai 2025 - Stade Roi-Abdallah, Djeddah | 4 mai 2025 - Stade Roi-Abdallah, Djeddah | 4 mai 2025 - Stade Roi-Abdallah, Djeddah | 4 mai 2025 - Stade Roi-Abdallah, Djeddah |
|  | Gwangju FC                                                  | Gwangju FC                                  | 0                                           | 0                                           |             |             | 29 avril 2025 - Stade Roi-Abdallah, Djeddah | 29 avril 2025 - Stade Roi-Abdallah, Djeddah | 29 avril 2025 - Stade Roi-Abdallah, Djeddah | 29 avril 2025 - Stade Roi-Abdallah, Djeddah |  |  | 4 mai 2025 - Stade Roi-Abdallah, Djeddah | 4 mai 2025 - Stade Roi-Abdallah, Djeddah | 4 mai 2025 - Stade Roi-Abdallah, Djeddah | 4 mai 2025 - Stade Roi-Abdallah, Djeddah |
|  | Gwangju FC                                                  | Gwangju FC                                  | 0                                           | 0                                           | Al-Hilal FC | Al-Hilal FC | 1                                           | 1                                           |                                             |                                             |  |  | 4 mai 2025 - Stade Roi-Abdallah, Djeddah | 4 mai 2025 - Stade Roi-Abdallah, Djeddah | 4 mai 2025 - Stade Roi-Abdallah, Djeddah | 4 mai 2025 - Stade Roi-Abdallah, Djeddah |
|  | 26 avril 2025 - Stade Roi-Abdallah, Djeddah                 |                                             |                                             |                                             | Al-Hilal FC | Al-Hilal FC | 1                                           | 1                                           |                                             |                                             |  |  | 4 mai 2025 - Stade Roi-Abdallah, Djeddah | 4 mai 2025 - Stade Roi-Abdallah, Djeddah | 4 mai 2025 - Stade Roi-Abdallah, Djeddah | 4 mai 2025 - Stade Roi-Abdallah, Djeddah |
|  |                                                             |                                             | Al-Ahli FC                                  | Al-Ahli FC                                  | 3           | 3           |                                             |                                             |                                             |                                             |  |  | 4 mai 2025 - Stade Roi-Abdallah, Djeddah | 4 mai 2025 - Stade Roi-Abdallah, Djeddah | 4 mai 2025 - Stade Roi-Abdallah, Djeddah | 4 mai 2025 - Stade Roi-Abdallah, Djeddah |
|  | Al-Ahli FC                                                  | Al-Ahli FC                                  | Al-Ahli FC                                  | Al-Ahli FC                                  | 3           | 3           | 3                                           | 3                                           |                                             |                                             |  |  | 4 mai 2025 - Stade Roi-Abdallah, Djeddah | 4 mai 2025 - Stade Roi-Abdallah, Djeddah | 4 mai 2025 - Stade Roi-Abdallah, Djeddah | 4 mai 2025 - Stade Roi-Abdallah, Djeddah |
|  | Al-Ahli FC                                                  | Al-Ahli FC                                  | 30 avril 2025 - Stade Roi-Abdallah, Djeddah |                                             |             |             | 3                                           | 3                                           |                                             |                                             |  |  | 4 mai 2025 - Stade Roi-Abdallah, Djeddah | 4 mai 2025 - Stade Roi-Abdallah, Djeddah | 4 mai 2025 - Stade Roi-Abdallah, Djeddah | 4 mai 2025 - Stade Roi-Abdallah, Djeddah |
|  | Buriram United                                              | Buriram United                              | 0                                           | 0                                           |             |             |                                             |                                             |                                             |                                             |  |  | 4 mai 2025 - Stade Roi-Abdallah, Djeddah | 4 mai 2025 - Stade Roi-Abdallah, Djeddah | 4 mai 2025 - Stade Roi-Abdallah, Djeddah | 4 mai 2025 - Stade Roi-Abdallah, Djeddah |
|  | Buriram United                                              | Buriram United                              | 0                                           | 0                                           | Al-Ahli FC  | Al-Ahli FC  | 2                                           | 2                                           |                                             |                                             |  |  |                                          |                                          |                                          |                                          |
|  | 26 avril 2025 - Stade du Prince Abdullah Al-Faisal, Djeddah |                                             |                                             |                                             | Al-Ahli FC  | Al-Ahli FC  | 2                                           | 2                                           |                                             |                                             |  |  |                                          |                                          |                                          |                                          |
|  |                                                             |                                             | Kawasaki Frontale                           | Kawasaki Frontale                           | 0           | 0           |                                             |                                             |                                             |                                             |  |  |                                          |                                          |                                          |                                          |
|  | Yokohama F. Marinos                                         | Yokohama F. Marinos                         | Kawasaki Frontale                           | Kawasaki Frontale                           | 0           | 0           | 1                                           | 1                                           |                                             |                                             |  |  |                                          |                                          |                                          |                                          |
|  | Yokohama F. Marinos                                         | Yokohama F. Marinos                         |                                             |                                             |             |             |                                             |                                             |                                             |                                             |  |  |                                          |                                          |                                          |                                          |
|  | Al-Nassr FC                                                 | Al-Nassr FC                                 | 4                                           | 4                                           |             |             |                                             |                                             |                                             |                                             |  |  |                                          |                                          |                                          |                                          |
|  | Al-Nassr FC                                                 | Al-Nassr FC                                 | 4                                           | 4                                           | Al-Nassr FC | Al-Nassr FC | 2                                           | 2                                           |                                             |                                             |  |  |                                          |                                          |                                          |                                          |
|  | 27 avril 2025 - Stade du Prince Abdullah Al-Faisal, Djeddah |                                             |                                             |                                             | Al-Nassr FC | Al-Nassr FC | 2                                           | 2                                           |                                             |                                             |  |  |                                          |                                          |                                          |                                          |
|  |                                                             |                                             | Kawasaki Frontale                           | Kawasaki Frontale                           | 3           | 3           |                                             |                                             |                                             |                                             |  |  |                                          |                                          |                                          |                                          |
|  | Kawasaki Frontale                                           | Kawasaki Frontale                           | Kawasaki Frontale                           | Kawasaki Frontale                           | 3           | 3           | 3 ap                                        | 3 ap                                        |                                             |                                             |  |  |                                          |                                          |                                          |                                          |
|  | Kawasaki Frontale                                           | Kawasaki Frontale                           |                                             |                                             |             |             |                                             | 3 ap                                        |                                             |                                             |  |  |                                          |                                          |                                          |                                          |
|  | Al-Sadd SC                                                  | Al-Sadd SC                                  | 2                                           | 2                                           |             |             |                                             |                                             |                                             |                                             |  |  |                                          |                                          |                                          |                                          |
|  | Al-Sadd SC                                                  | Al-Sadd SC                                  | 2                                           | 2                                           |             |             |                                             |                                             |                                             |                                             |  |  |                                          |                                          |                                          |                                          |
|  |                                                             |                                             |                                             |                                             |             |             |                                             |                                             |                                             |                                             |  |  |                                          |                                          |                                          |                                          |

## Nombre d'équipes par association et par tour
L'ordre des fédérations est établi suivant le Classement des compétitions de clubs de l'AFC.

### Région Ouest
| Associations        |       | Barrages              | +   | Phase de groupes                        | Huitièmes de finale                  | Quarts de finale                     | Demi-finales                         | Finale       |
| ------------------- | ----- | --------------------- | --- | --------------------------------------- | ------------------------------------ | ------------------------------------ | ------------------------------------ | ------------ |
| Arabie saoudite     |       |                       | +3  | 3 Al-Ahli FC Al-Hilal FC Al-Nassr FC    | 3 Al-Ahli FC Al-Hilal FC Al-Nassr FC | 3 Al-Ahli FC Al-Hilal FC Al-Nassr FC | 3 Al-Ahli FC Al-Hilal FC Al-Nassr FC | 1 Al-Ahli FC |
| Qatar               |       | 1 Al-Gharafa SC       | +2  | 3 Al-Gharafa SC Al-Rayyan SC Al-Sadd SC | 2 Al-Rayyan SC Al-Sadd SC            | 1 Al-Sadd SC                         |                                      |              |
| Iran                |       | 1 Sepahan SC          | +2  | 2 Esteghlal FC Persépolis FC            | 1 Esteghlal FC                       |                                      |                                      |              |
| Émirats arabes unis |       | 1 Shabab Al-Ahli Club | +2  | 2 Al-Aïn FC Al Wasl FC                  | 1 Al Wasl FC                         |                                      |                                      |              |
| Ouzbékistan         |       |                       | +1  | 1 Pakhtakor Tachkent                    | 1 Pakhtakor Tachkent                 |                                      |                                      |              |
| Irak                |       |                       | +1  | 1 Al-Shorta SC                          |                                      |                                      |                                      |              |
| Total               | Total | 3                     | +11 | 12                                      | 8                                    | 4                                    | 3                                    | 1            |

### Région Est
| Associations |       | Barrages              | +   | Phase de groupes                                           | Huitièmes de finale                                 | Quarts de finale                        | Demi-finales        | Finale              |
| ------------ | ----- | --------------------- | --- | ---------------------------------------------------------- | --------------------------------------------------- | --------------------------------------- | ------------------- | ------------------- |
| Japon        |       |                       | +3  | 3 Kawasaki Frontale Vissel Kobe Yokohama F. Marinos        | 3 Kawasaki Frontale Vissel Kobe Yokohama F. Marinos | 2 Kawasaki Frontale Yokohama F. Marinos | 1 Kawasaki Frontale | 1 Kawasaki Frontale |
| Corée du Sud |       |                       | +3  | 3 Gwangju FC Pohang Steelers Ulsan HD                      | 1 Gwangju FC                                        | 1 Gwangju FC                            |                     |                     |
| Chine        |       | 1 Shandong Taishan FC | +2  | 3 Shanghai Port FC Shandong Taishan FC Shanghai Shenhua FC | 2 Shanghai Port FC Shanghai Shenhua FC              |                                         |                     |                     |
| Thaïlande    |       | 1 Bangkok United      | +1  | 1 Buriram United                                           | 1 Buriram United                                    | 1 Buriram United                        |                     |                     |
| Australie    |       |                       | +1  | 1 Central Coast Mariners                                   |                                                     |                                         |                     |                     |
| Malaisie     |       |                       | +1  | 1 Johor Darul Ta'zim FC                                    | 1 Johor Darul Ta'zim FC                             |                                         |                     |                     |
| Total        | Total | 2                     | +11 | 12                                                         | 8                                                   | 4                                       | 1                   | 1                   |